# Nguyễn Phúc Lệ Nhàn
Nguyễn Phúc Lệ Nhàn (chữ Hán: 阮福麗嫻; 1836 – 1882), phong hiệu Quy Chính Công chúa (歸正公主), là một công chúa con vua Thiệu Trị nhà Nguyễn trong lịch sử Việt Nam.

## Tiểu sử
Công chúa Lệ Nhàn sinh năm Quý Sửu (1836), là con gái thứ 15 của vua Thiệu Trị, mẹ là Tài nhân Nguyễn Văn Thị Khuê. Thuận Chính Công chúa Thanh Đề, con gái thứ 9 của vua Thiệu Trị, là chị ruột cùng mẹ với Lệ Nhàn. Đại Nam liệt truyện ghi lại, hoàng nữ Lệ Nhàn tuổi còn bé mà đã đoan trang dịu dàng.
Tự Đức năm thứ 6 (1853), vua anh gả công chúa Lệ Nhàn cho Phò mã Đô úy Nguyễn Văn Duy. Phò mã Duy là cháu nội của Đô thống phủ Chưởng phủ sự Hoằng Trung hầu Nguyễn Văn Trọng, và là con trai của Cấm binh Vệ úy, tập phong Hoằng Trung bá Nguyễn Văn Tuân. Diên Phúc Công chúa Tĩnh Hảo, hoàng nữ trưởng của Thiệu Trị, cũng hạ giá lấy một người con trai của Hoằng Trung hầu Nguyễn Văn Trọng, là Phò mã Đô úy Nguyễn Văn Ninh.
Tự Đức năm thứ 20 (1867), phò mã Duy qua đời, mùa thu năm đó, vua sách phong cho bà chúa Lệ Nhàn làm Quy Chính Công chúa (歸正公主). Năm Nhâm Ngọ (1882), công chúa Lệ Nhàn mất, hưởng thọ 47 tuổi, thụy là Mỹ Thục (美淑).
Công chúa Quy Chính chỉ có duy nhất một người con trai, có lẽ người con này mất sớm nên bà được rước về thờ ở đền Thân Huân (nơi thờ các hoàng thân công chúa không con cái). Mộ phần của công chúa hiện nay tọa lạc tại phường Thủy Xuân, Huế, cách không xa tẩm mộ của An Phú Thái trưởng Công chúa Khuê Gia, là cô của công chúa Quy Chính và gần đình Dương Xuân Hạ.